# Victor Méric (journaliste)
Pour les articles homonymes, voir Méric.
Ne pas confondre avec son père, l'homme politique Victor Méric.
Victor Célestin Méric, dit Victor Méric, né le 10 mai 1876 à Marseille et mort le 10 octobre 1933 dans le 4e arrondissement de Paris, est un journaliste et écrivain libertaire et antimilitariste français.
D'abord militant anarchiste et principal rédacteur sous le pseudonyme de Flax de la brochure hebdomadaire Les Hommes du jour, il adhère au Parti communiste français (PCF) dont il est membre de son comité directeur de 1920 à 1922. Exclu en 1923, il participe ensuite à l'Union socialiste communiste. Pacifiste pendant la Première Guerre mondiale, il crée en 1931 la Ligue internationale des combattants de la paix (LICP).

## Biographie

### Origines familiales et formation
Issu d'une famille de gauche de tradition militante, il est le fils du sénateur radical-socialiste Victor Méric, et est reconnu par le mariage de ses parents deux ans après sa naissance.
Il est dessinateur à Toulon lorsqu'il contracte un engagement volontaire dans l'armée pour trois ans en 1895. Cassé du grade de caporal et changé de régiment en 1897, le certificat de bonne conduite lui est refusé lorsqu'il est rendu à la vie civile en 1898. Il s'installe à Paris en 1899.

### Anarchiste et pacifiste (1904-1914)
Dessinateur à l'hôtel de ville de Paris, Victor Méric commence par fréquenter les milieux anarchistes et collabore au Libertaire. En 1904, il est l'un des fondateurs de l'Association internationale antimilitariste (AIA) et se lance dans un tour de France de la parole. L'année suivante, il participe à l'affiche rouge placardée sur les murs de Paris appelant les conscrits à la désobéissance. Il est ensuite le gérant et l'un des rédacteurs de l’éphémère hebdomadaire L’Internationale en 1906.
Ses très nombreux articles dans La Guerre sociale, dont il est aussi l'un des fondateurs, et dans Les Hommes du jour (une très grande partie des portraits sont signés de sa plume sous le pseudonyme de Flax) font montre d'un anti-intellectualisme de gauche, résultant des espérances qu'il avait mises dans l'Affaire Dreyfus[réf. nécessaire]. Sous l'influence de Gustave Hervé, il adhère à la Section française de l'Internationale ouvrière (SFIO), où il milite à la IVe section de la Fédération de Paris. En 1908 et 1909, deux de ses articles dans Les Hommes du jour, lui valent la prison. Il est successivement condamné par la cour d’assise de la Seine à un an de prison et 3 000 F d'amende pour diffamation et injures envers l'armée le 26 septembre 1908, puis à six semaines de prison et 600 F d'amende pour complicité de diffamation et injures envers l’armée le 26 avril 1909. Il purge sa peine au quartier politique de la prison de la Santé, où il a notamment pour codétenus Gustave Hervé et Miguel Almereyda. Une condamnation plus lourde à cinq ans de détention lui est également infligée, mais est effacée par une amnistie.

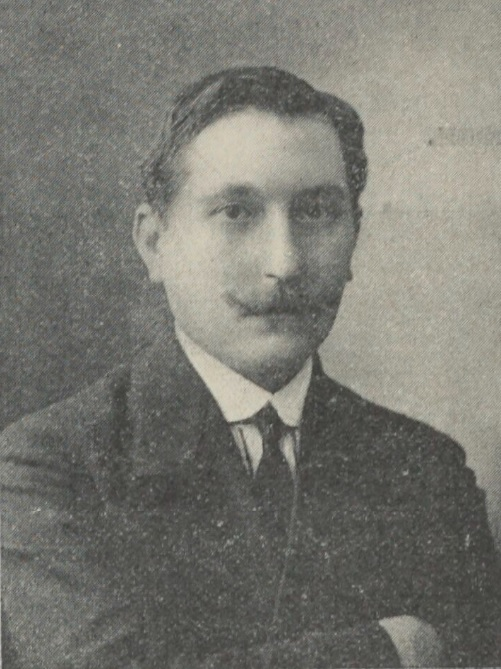
Victor Méric en 1912.

En 1910, à la suite de l'emprisonnement des autres rédacteurs de La Guerre sociale, il reste seul à en assurer la rédaction. Il est, par ailleurs, plusieurs fois délégué aux congrès nationaux du Parti socialiste, à Toulouse en 1908, à Paris et Nîmes en 1910.
Mobilisé comme sapeur du génie, il reste sous l'uniforme du 4 août 1914 au 29 décembre 1918. À partir de 1914, du front, il envoie des articles pour Le Journal du peuple. En 1915, durant une permission, on peut le voir rencontrer des socialistes à la Chambre des députés.

### Après la révolution de 1917: le Parti communiste
Méric adhère au Comité de la IIIe Internationale. En 1919, candidat de la SFIO aux élections législatives, il n'est pas élu. Il est présent au congrès de Strasbourg en mars 1920. En décembre 1920, il préside la première séance au du congrès socialiste de Tours. Il est élu au comité directeur du nouveau Parti communiste-Section française de l'Internationale communiste (SFIC). Dans la foulée, il entre au comité de rédaction de l'Humanité, puis rapidement, est chargé de représenter la SFIC auprès du Parti communiste d'Allemagne (KPD), qui prépare une insurrection orchestrée de Moscou.
Mais, assez vite, Méric est en opposition avec la ligne de l'Internationale soutenue par la gauche du PC. Il refuse l'imposition à l'intérieur du Parti de la discipline bolchevique. En 1921, au congrès fédéral de la Seine, il dénonce la « centralisation de secte. » Cette polémique va s'amplifier les jours suivants lors du premier congrès du PC, qui se tient à Marseille. Méric, à partir de la question du Front unique (qu'il juge inapplicable puisque, depuis Tours, les communistes ne cessent de dénoncer les socialistes), se dresse contre la IIIe Internationale et le fait dans l'Humanité et L'Internationale. Son attitude vis-à-vis de l'Internationale communiste passe de la critique à l'hostilité. Le congrès du PC de 1922, à Paris, ne le réélit pas au Comité directeur. Puis, le IVe congrès de l'Internationale, à Moscou, qui impose, notamment, l'exclusion du PC des membres de la Ligue des droits de l'homme[réf. nécessaire], met fin à l'aventure communiste de Méric.
En janvier 1923, il est de ceux qui publient dans l'Humanité, de laquelle il vient d'être évincé, une déclaration qui dénonce, notamment, la perte d'esprit critique.

### Du communisme oppositionnel au pacifisme (1923-1933)

#### Le communiste oppositionnel
Méric est, alors, un des fondateurs du Parti communiste unitaire qui, vite, fusionne avec des exclus du PCF pour former l'Union socialiste communiste. Dans son journal, L'Égalité, il s'exprime de façon très critique vis-à-vis de l'URSS. En 1928, dans la revue Évolution, il signe l'article « L'Appel au bon sens », dans lequel il se prononce pour la révision du Traité de Versailles, notamment de son article sur les responsabilités de l'Allemagne dans le déclenchement du conflit. Deux ans plus tard, il lance une grande enquête dans le Soir sur la guerre aéro-chimique. Il organise des conférences dans toute la France.

#### La LICP (1931)
En 1931, Méric fonde le journal pacifiste La Patrie humaine et crée la Ligue internationale des combattants de la paix (LICP), dont un des premiers meetings se tient avec, notamment, des Allemands et un Italien. La ligue vise au rapprochement de tous les peuples d'Europe. Son comité directeur comprend d'éminents pacifistes. 
En 1932, Méric refuse d'adhérer au mouvement à l'origine du congrès contre la guerre impérialiste tenu à Amsterdam. Il le juge par trop inféodé à l'Internationale communiste, ce qui n'est pas le cas, pourtant, d'autres membres de la Ligue. Bientôt, celle-ci se trouve à court d'argent. À son congrès de 1933, Méric est mis en cause. Les rapports entre La Patrie humaine et la Ligue sont débattus. La déclaration issue de ce congrès est adoptée en dépit du refus de Méric. Pour autant, il n'en demeure pas moins à son Comité directeur, dans une position très affaiblie. 

#### La mort de Victor Méric
Décédé peu après ce congrès, Méric est incinéré au Père-Lachaise. Son oraison funèbre est prononcée par Sébastien Faure en présence de ses amis du Libertaire.

## Œuvres
- Le Bétail : pièce antimilitariste en un acte, avec Charles Malato, publications de l’Association internationale antimilitariste.
- Opinions subversives de M. Clemenceau, chef du gouvernement, Éditions de la Guerre sociale, 1900, 16p.
- Lettre à un conscrit, publications de l’Association internationale antimilitariste, 1904.
- Rapport... [Pensions sur la caisse des Invalides de la marine], par M. Victor Méric... [6 avril 1908.]. Paris : Impr. de P. Mouillot, 1908.- In-4 °, 83 p. Sénat. Session de 1908. No 120 et annexe
- Le Problème sexuel : libre maternité, fécondité, dépopulation, Éditions Génération consciente, 1909.
- Comment ON fera la révolution, Petite bibliothèque des Hommes du jour, 1910, 32p.
- Le Crime des Vieux, roman, Éditions de France, 1927, 281 p. Réédité en 2016, sous le titre : " Le crime des vieux, l'immortalité par la greffe testiculaire ", aux éditions du Camion Blanc, 365p.
- La Der des Der, roman, Éditions de France, 1928, III-295 p. Éditions du Tambourin, 1930, 387p.
- Trois Hommes dans la Révolution (Marat, Camille Desmoulins, Babeuf)
- Préface à " Six mois en Russie bolcheviste ", par J. Gaudeaux, aux éditions du Roman Nouveau, 1924, XIII-194p.
- Préface à "Sept ans d'agonie :  (Le Martyre de Sacco et de Vanzetti)" : drame en 5 actes et 7 tableaux écrit d'après les documents obligeamment fournis par la "Ligue des droits de l'homme" par Pierre Yrondy, Éditions Prima, 1927, 176p.
- Quatre d'infanterie : front ouest, 1918, roman de guerre allemand de Ernst Johannsen, traduit en collaboration avec Émile Storz, Éditions de l'Épi, 1929.
- Simon Kra éditeur, 1926, Les Bandits tragiques, réédition Le flibustier, 2010, notice éditeur.
- Les Compagnons de l'Escopette : roman de sac et de corde, Éditions de l'Épi, 1930.
- La Révolution française, par Victor Méric. In La Véritable révolution sociale.Paris, l'Encyclopédie anarchiste, (S. M.). In-16, 239 p.
- À travers la jungle politique et littéraire [souvenirs], 2 volumes, 1930/1931. (première série ; deuxième série). Réédition 2013, aux Archives Karéline. Reproduction en fac-similé : [Saint-Méard-de-Gurçon] : À l'enseigne de l'appel, impr. 2016.- 1 vol. (282 p.) ; 21 cm.- (Collection L'appel des révoltés ; no 2)
- La Guerre qui revient : fraîche et gazeuse, Éditions Sirius, 1932 .
- La Guerre aux civils :  discours prononcé [en 1931-1932] au cours de la croisade de la paix organisée par la Ligue internationale des combattants de la paix, Paris : Éditions de «la Patrie humaine», 1932- 27 p. : portr. ; 19 cm.

Ouvrages collectifs
- « Henry Chéron », dans Les Hommes du jour, no 105, 23 janvier 1910, texte intégral.
- Il contribue à l'Encyclopédie anarchiste, initiée par Sébastien Faure, publiée en quatre volumes, entre 1925 et 1934[10] : « Révolution française ».
- Il y publie également deux autres articles : "Critique", "Poésie".